# Kibungan
Kibungan es un municipio filipino de cuarta categoría perteneciente a  la provincia de Benguet en la Región Administrativa de La Cordillera, también denominada Región CAR.

## Geografía
Tiene una extensión superficial de 254.86 km² y según el censo del 2007, contaba con una población de 15.700 habitantes y 2.949 hogares; 16.850 habitantes el día primero de mayo de 2010.

### Clima
El municipio se encuentra en una  fría zona montañosa con alturas superiores a los  2.500 m s. n. m. Durante los meses más fríos, de diciembre a enero, Barangay Madaymen alcanza temperatura de 0 grados Celsius, provocando la famosa Frost de Madaymen. Por este motivo se conoce al municipio como la Suiza de Benguet.

### Barangayes
Kaibungan se divide administrativamente en 7  barangayes o barrios, 6  de  carácter rural, y el restante, Sagpat,  urbano.
| - Badeo - Lubo | - Madaymen - Palina | - Población - Sagpat | - Tacadang |